# Thomas Green Clemson

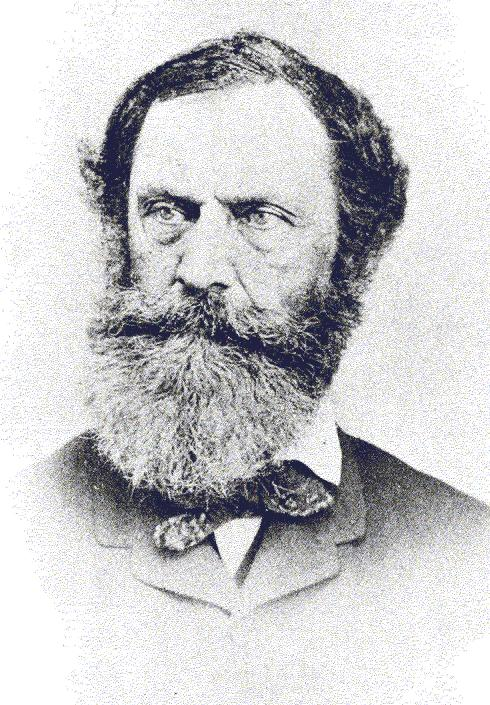
Thomas Green Clemson

Thomas Green Clemson IV (* 1. Juli 1807 in Philadelphia, Pennsylvania; † 6. April 1888 in Fort Hill, South Carolina) war ein amerikanischer Politiker und Diplomat, vor dem Bürgerkrieg Direktor des amerikanischen Landwirtschaftsamtes, später Stifter der Clemson University.

## Frühe Jahre
Clemson war der Sohn von Thomas Green Clemson III, einem Quäker und reichen Kaufmann und von Elizabeth Baker. Clemsons Vater hatte noch fünf weitere Kinder: John Baker, Bischof in der Episkopalkirche, William, Louisa, die Samuel Washington, einen Großneffen von George Washington heiratete, Catherine und Elizabeth. Thomas Green Clemson III starb, als sein Sohn sechs Jahre alt war, und hinterließ 100.000 Dollar.
Clemson besuchte bis zu seinem 16. Lebensjahr Schulen in Philadelphia, danach studierte er zwei Jahre auf dem College in Norwich. Auf der dortigen Militärakademie erhielt er eine wissenschaftliche Ausbildung. Im Jahr 1826, mit 20 Jahren, machte Clemson, mit Geld aus dem Erbe seines Vaters, die Grand Tour durch Europa. Er studierte an der Sorbonne in Paris und der Royal School of Mines, das er mit einem Diplom in Mineralienprüfung abschloss. Bereits während seines Studiums begann Clemsons Interesse an der Politik, prägend war dabei vor allem das Erlebnis der Revolution von 1830 in Paris.

## Karriere als Wissenschaftler und Diplomat
Nach seiner Rückkehr in die USA verfasste Clemson zahlreiche wissenschaftliche Artikel. Er besuchte die LaMotte Mine in Missouri und ein Kohlenbergwerk auf Kuba.
In Washington hatte er Anna Maria Calhoun kennengelernt, die für ihren tuberkulösen Vater Abschriften herstellte. John C. Calhoun war Senator von South Carolina und der 7. Vizepräsident der Vereinigten Staaten. Am 13. November 1838, im Alter von 31 Jahren, heiratete Clemson auf John C. Calhouns Plantage Fort Hill in South Carolina die zehn Jahre jüngere Anna Maria Calhoun, scheinbar ohne Einwilligung ihres Vaters. Das Paar lebte zwei Jahre in Philadelphia, bis sie 1840 nach Fort Hill zogen, wo Clemson Calhouns Plantage verwaltete. In den ersten Ehejahren bekamen sie drei Kinder. Die erstgeborene Tochter starb nach drei Wochen; es folgten zwei weitere Kinder: John Calhoun Clemson (* 1841) und Floride Elizabeth Clemson (* 1842). Beide erlebten das Erwachsenenalter.
Für seinen Schwiegervater betrieb er 1843 die Erschließung der Calhoun Mine, die zu einem Goldrausch und damit zur Vertreibung der Cherokesen aus Georgia führte. Durch die Einheirat in die Familie Calhoun begann sich Clemson auch für die Plantagenwirtschaft zu interessieren. Er sollte ein Leben lang Interesse daran haben. 1843 erwarb er die Plantage Cane Brake mit 400 ha in Saluda im Edgefield District von einem gewissen Arthur Simkins. Für 6000 Dollar kaufte er 37 Sklaven von der Plantage Keowee Heights von John Ewing Colhoun Jr., einem Vetter seiner Frau, der sich in Geldnot befand. Außerdem brachte Anna Maria Mitgiftsklaven in die Ehe, darunter Daphne und ihre Tochter Susan, die als Amme und Kindermädchen arbeiten mussten. Ein versklavter Zimmermann namens William baute das neue Haus der Familie, die hier freilich nicht lange lebte. Insgesamt besaß Clemson 139 Sklaven. Es ist unbekannt, was auf der Plantage angebaut wurde.
1844 Calhoun verschaffte Clemson, der Französisch und etwas Deutsch sprach, den Posten als Geschäftsträger (chargé d'affaires) der USA in Belgien. Er war der von 1844 bis 1851 der höchstrangige Diplomat der USA in Belgien. Er teilte sein Interesse an der Kunst und der Ausbeutung von Schwarzafrikanern mit dem belgischen König Leopold, dieser verlieh ihm den Leopolds-Orden.
Sein Schwiegervater John C. Calhoun starb 1853, während die Clemsons in Belgien waren. Calhouns Ehefrau Floride Calhoun, Anna Clemson und zwei weitere Kinder der Calhouns erbten Fort Hill. Der Besitz wurde 1854 mit 50 Sklaven für 49.000 Dollar an Calhouns stets bankrotten ältesten Sohn Andrew Pickens Calhoun verkauft. Nach der Rückkehr in die USA verkaufte Clemson die Plantage Cane Brake, die in seiner Abwesenheit wenig Gewinn abgeworfen hatte, und die dortigen Sklaven für 38.000 Dollar an Alfred Dearing († 1856). Die Familie zog auf eine kleine Farm von 40 ha in Bladensburg (heute Mount Rainier, Maryland) in der Nähe von Washington, D.C., genannt The Home.
Nach dem Tod seiner Tochter Cornelia „Nina“ (* 1855) im Alter von drei Jahren konzentrierte sich Clemson auf seine wissenschaftliche Arbeit. Er unterstützte ferner Charles Benedict Calvert bei der Gründung des landwirtschaftlichen Colleges (Maryland Agricultural College) in Maryland, heute die University of Maryland. Clemsons landwirtschaftliches Talent war in den Washingtoner Kreisen bekannt. 1860 wurde er von Jacob Thompson, dem Innenminister, ins Landwirtschaftsamt (Department of Agriculture) berufen, das zu diesem Zeitpunkt noch keinen Kabinettsrang besaß. Der Posten entsprach dem heutigen Landwirtschaftsministers. Er war stark in den Morrill Land-Grant Act involviert, einer Gesetzesvorlage für die landwirtschaftliche Bildung. Aufgrund der Opposition aus den Südstaaten, basierend ironischerweise auf der Philosophie seines Schwiegervaters Calhoun über die Rechte der Staaten, wurde die Verabschiedung bis 1862 aufgeschoben. Im Zuge der Sezession wurde Clemsons Position zunehmend in Frage gestellt. Als der Ausbruch des Bürgerkrieges immer wahrscheinlicher wurde, gab Clemson am 4. März 1861 seinen Posten im Landwirtschaftsamt auf. Er schlug sich auf die Seite der Südstaaten. Nach dem Angriff auf Fort Sumter am 12. April 1861 verließ er Maryland und ging nach South Carolina.

## Bürgerkrieg
Obwohl Quäker, trat der 54-jährige Clemson am 7. Mai 1863 in die konföderierte Armee ein und wurde in der Army of the Trans-Mississippi Department eingesetzt, um Sprengstoffe zu entwickeln. Er diente in Arkansas und Texas, wo er Nitraminen entwickelte. Nachdem er vier Jahre gedient hatte, wurde er am 9. Juni 1865 in Shreveport entlassen, während sein Sohn, der Hauptmann John Calhoun Clemson, zwei Jahre als Kriegsgefangener auf Johnson’s Island in Ohio interniert war. Clemson kehrte nach Pendleton in das Haus von Floride Calhoun zurück, wohin auch seine Frau und seine Tochter Floride kamen. Drei Jahre später wurde er von Andrew Jackson amnestiert. Er wurde 1866 zum Präsidenten der Pendleton Farmervereinigung gewählt. Sein Ziel war es, ein Institut für die praktische Ausbildung in Landwirtschaft und Wissenschaft in South Carolina zu gründen. Die Ídee für die Clemson University entstand in der Farmer’s Hall, wo die Idee unter anderem durch Oberst Richard W. Simpson und Daniel K. Norris unterstützt wurden, die später Mitglieder des Kuratoriums des Colleges werden sollten, das vor allem aus Veteranen der konföderierten Armee bestand.

## Spätere Jahre

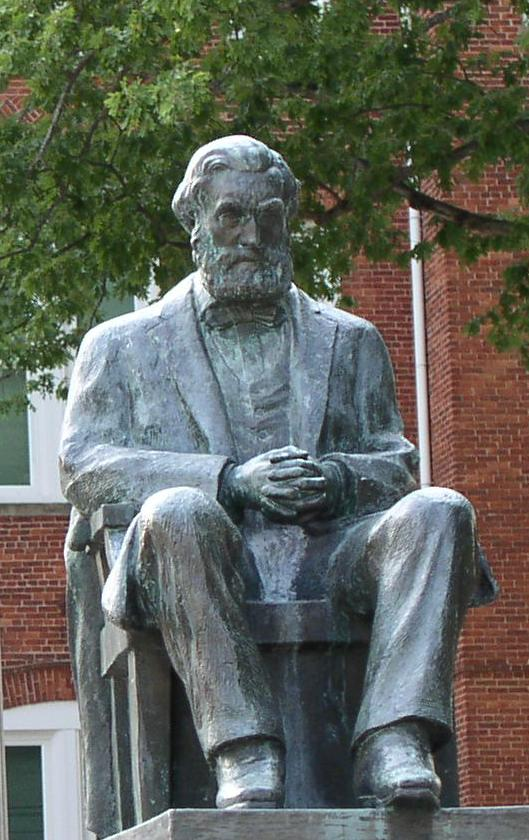
Statue von Thomas Green Clemson auf dem Campus der Clemson University

Nach dem Bürgerkrieg war Clemson, wie viele der früheren Konföderierten, land- und vor allem sklavenlos. Er hatte seine politische Karriere aufgegeben. Seine Tochter Floride, verheiratet mit Gideon Lee, starb 1871 im Alter von 28 Jahren an Tuberkulose, die in der Familie Calhoun endemisch war, ihre Tochter Floride Isabella wuchs bei ihrem Vater in New York auf. Im selben Jahr starb Clemsons lediger Sohn John in einem Zugunglück.
Nach dem Bürgerkrieg und Andrew Calhouns Tod 1865 strengte Floride Calhoun gegen Andrews Erben eine Zwangsversteigerung an, da sie eine Hypothek auf Fort Hill gewährt hatte. Nach einem langwierigen Rechtsstreit wurde Fort Hill 1872 versteigert. Der Testamentsvollstrecker erhielt den Zuschlag auf die Plantage, welche zwischen den Erben aufgeteilt wurde. Floride Calhouns Tochter Anna Clemson erhielt das Herrenhaus mit 330 ha Land und Floride Urenkelin Floride Isabella 115 ha Land. 1872 zogen Thomas Green und Anna Clemson nach Fort Hill. Clemson warb schwarze Farmpächter für die Bewirtschaftung des Geländes an.
Nach Annas Tod durch Herzinfarkt erbte Thomas Green Clemson 1875 Fort Hill. Anna hatte nicht explizit bestimmt, dass in Fort Hill ein College gegründet werden sollte. Clemson bestimmte in seinem Testament die Gründung einer Schule für die Söhne von weißen Bauern und konföderierter Soldaten (Frauen wurden erst 1955 zugelassen). In den letzten 13 Jahren seines Lebens entwarf er seine Vorstellungen für dieses Institut. Sein Testament ist ein wichtiges Dokument in der Geschichte der Bildung in den Südstaaten. Neben der Gründung des Colleges bestimmte er, dass das Haus seines Schwiegervaters erhalten und restauriert werden sollte. Letztendlich gingen 330 ha Land und über 80.000 Dollar an den Staat South Carolina, seine einzige Enkelin Floride Isabella erhielt 15.000 Dollar. Ihre 115 ha Land kaufte das Collegekuratorium später auf.
Clemson starb im Alter von 81 Jahren an einer Lungenentzündung. Er wurde neben seiner Frau in der St. Paul’s Episkopal Kirche in Pendleton beigesetzt.

## Nachleben
Das Clemson Agricultural College wurde 1889 gegründet und öffnete 1893 seine Tore. In seinem Testament hatte Clemson den Namen „Calhoun-Clemson Scientific Institute of the South gewählt“, dies wurde aber von Parlament von South Carolina ignoriert. Es wurde 1964 in Clemson University umbenannt. Eine Statue von Thomas Green Clemson steht auf dem Campus, das Gebäude Fort Hill wird vom Department of Historic Properties der Universität unterhalten und ist der Öffentlichkeit zugänglich. Ein John C. Calhoun Kapitel der United Daughters of the Confederacy (UDC) richtete das Haus ein und präsentierte ein verklärtes Bild des „Alten Südens“, bis sie ihre Propaganda-Arbeit nach Studentenprotesten in den 1970er Jahren einstellen mussten.
Enoch Walter Sikes, Präsident der Universität von 1925 bis 1940, stellte fest, dass Clemson dem nach ihm benannten College mehr gegeben habe, als John Harvard Harvard und Elihu Yale Yale.